# Harrachov
Harrachov é uma cidade checa localizada na região de Liberec, distrito de Semily.